# Tramacastiel
Tramacastiel község Spanyolországban, Teruel tartományban. Tramacastiel Castielfabib és Albarracín községekkel határos. Lakosainak száma 58 fő (2024).

## Népesség
A település népessége az utóbbi években az alábbiak szerint változott:
| Lakosok száma | 106  | 114  | 100  | 100  | 85   | 74   | 67   | 72   | 66   | 58   |
|               | 2001 | 2004 | 2007 | 2009 | 2012 | 2014 | 2017 | 2019 | 2022 | 2024 |